# Bernd Drechsel
Bernd Drechsel (ur. 28 października 1953 w Chemnitz, zm. 21 stycznia 2017 w Jenie) – wschodnioniemiecki zapaśnik walczący w stylu klasycznym. Olimpijczyk z Monachium 1972, gdzie zajął siódme miejsce w kategorii 48 kg.
Czwarty na mistrzostwach świata w 1971. Brązowy medalista mistrzostw Europy w 1975 roku.
Mistrz NRD w latach 1971–1974 i 1977–1979; drugi w 1976 roku.